# جولیان ریپولی
جولیان ریپولی (انگلیسی: Julian Ripoli؛ زادهٔ ۷ اکتبر ۱۹۹۲) بازیکن فوتبال است.
از باشگاه‌هایی که در آن بازی کرده‌است می‌توان به باشگاه فوتبال لخیا گدانسک اشاره کرد.